# Llista d'asteroides/168801-168900
| Nom      | Designació provisional | Data de descobriment   | Lloc de descobriment | Descobridor/s         |
| -------- | ---------------------- | ---------------------- | -------------------- | --------------------- |
| 168801 - | 2000 SM109             | 24 de setembre de 2000 | Socorro              | LINEAR                |
| 168802 - | 2000 ST110             | 24 de setembre de 2000 | Socorro              | LINEAR                |
| 168803 - | 2000 SG118             | 24 de setembre de 2000 | Socorro              | LINEAR                |
| 168804 - | 2000 SF134             | 23 de setembre de 2000 | Socorro              | LINEAR                |
| 168805 - | 2000 SN137             | 23 de setembre de 2000 | Socorro              | LINEAR                |
| 168806 - | 2000 SV137             | 23 de setembre de 2000 | Socorro              | LINEAR                |
| 168807 - | 2000 SE146             | 24 de setembre de 2000 | Socorro              | LINEAR                |
| 168808 - | 2000 SD147             | 24 de setembre de 2000 | Socorro              | LINEAR                |
| 168809 - | 2000 SZ168             | 23 de setembre de 2000 | Socorro              | LINEAR                |
| 168810 - | 2000 SR174             | 28 de setembre de 2000 | Socorro              | LINEAR                |
| 168811 - | 2000 SE184             | 20 de setembre de 2000 | Kitt Peak            | Spacewatch            |
| 168812 - | 2000 SA189             | 22 de setembre de 2000 | Kitt Peak            | Spacewatch            |
| 168813 - | 2000 SC189             | 22 de setembre de 2000 | Kitt Peak            | Spacewatch            |
| 168814 - | 2000 SX219             | 26 de setembre de 2000 | Socorro              | LINEAR                |
| 168815 - | 2000 ST220             | 26 de setembre de 2000 | Socorro              | LINEAR                |
| 168816 - | 2000 SR224             | 27 de setembre de 2000 | Socorro              | LINEAR                |
| 168817 - | 2000 SD255             | 24 de setembre de 2000 | Socorro              | LINEAR                |
| 168818 - | 2000 SF263             | 25 de setembre de 2000 | Socorro              | LINEAR                |
| 168819 - | 2000 SC265             | 26 de setembre de 2000 | Socorro              | LINEAR                |
| 168820 - | 2000 SK266             | 26 de setembre de 2000 | Socorro              | LINEAR                |
| 168821 - | 2000 SH270             | 27 de setembre de 2000 | Socorro              | LINEAR                |
| 168822 - | 2000 SL270             | 27 de setembre de 2000 | Socorro              | LINEAR                |
| 168823 - | 2000 SN271             | 27 de setembre de 2000 | Socorro              | LINEAR                |
| 168824 - | 2000 SE274             | 28 de setembre de 2000 | Socorro              | LINEAR                |
| 168825 - | 2000 SX288             | 27 de setembre de 2000 | Socorro              | LINEAR                |
| 168826 - | 2000 SB291             | 27 de setembre de 2000 | Socorro              | LINEAR                |
| 168827 - | 2000 SY308             | 30 de setembre de 2000 | Socorro              | LINEAR                |
| 168828 - | 2000 SY320             | 29 de setembre de 2000 | Mauna Kea            | D. J. Tholen          |
| 168829 - | 2000 SF322             | 28 de setembre de 2000 | Kitt Peak            | Spacewatch            |
| 168830 - | 2000 SK334             | 26 de setembre de 2000 | Haleakala            | NEAT                  |
| 168831 - | 2000 SZ334             | 26 de setembre de 2000 | Haleakala            | NEAT                  |
| 168832 - | 2000 SD340             | 24 de setembre de 2000 | Socorro              | LINEAR                |
| 168833 - | 2000 SP343             | 23 de setembre de 2000 | Socorro              | LINEAR                |
| 168834 - | 2000 SB352             | 26 de setembre de 2000 | Anderson Mesa        | LONEOS                |
| 168835 - | 2000 SD364             | 20 de setembre de 2000 | Socorro              | LINEAR                |
| 168836 - | 2000 SH364             | 20 de setembre de 2000 | Socorro              | LINEAR                |
| 168837 - | 2000 TZ36              | 1 d'octubre de 2000    | Socorro              | LINEAR                |
| 168838 - | 2000 TB40              | 1 d'octubre de 2000    | Socorro              | LINEAR                |
| 168839 - | 2000 TX48              | 1 d'octubre de 2000    | Anderson Mesa        | LONEOS                |
| 168840 - | 2000 TF58              | 2 d'octubre de 2000    | Socorro              | LINEAR                |
| 168841 - | 2000 TB63              | 2 d'octubre de 2000    | Kitt Peak            | Spacewatch            |
| 168842 - | 2000 UP                | 20 d'octubre de 2000   | Ondřejov             | P. Kušnirák           |
| 168843 - | 2000 UG4               | 24 d'octubre de 2000   | Socorro              | LINEAR                |
| 168844 - | 2000 UX19              | 24 d'octubre de 2000   | Socorro              | LINEAR                |
| 168845 - | 2000 UJ28              | 25 d'octubre de 2000   | Socorro              | LINEAR                |
| 168846 - | 2000 UQ34              | 24 d'octubre de 2000   | Socorro              | LINEAR                |
| 168847 - | 2000 UU34              | 24 d'octubre de 2000   | Socorro              | LINEAR                |
| 168848 - | 2000 UD47              | 24 d'octubre de 2000   | Socorro              | LINEAR                |
| 168849 - | 2000 UK51              | 24 d'octubre de 2000   | Socorro              | LINEAR                |
| 168850 - | 2000 UN63              | 25 d'octubre de 2000   | Socorro              | LINEAR                |
| 168851 - | 2000 UQ67              | 25 d'octubre de 2000   | Socorro              | LINEAR                |
| 168852 - | 2000 UV71              | 25 d'octubre de 2000   | Socorro              | LINEAR                |
| 168853 - | 2000 UV76              | 24 d'octubre de 2000   | Socorro              | LINEAR                |
| 168854 - | 2000 UP84              | 31 d'octubre de 2000   | Socorro              | LINEAR                |
| 168855 - | 2000 UC90              | 24 d'octubre de 2000   | Socorro              | LINEAR                |
| 168856 - | 2000 UY101             | 25 d'octubre de 2000   | Socorro              | LINEAR                |
| 168857 - | 2000 UA102             | 25 d'octubre de 2000   | Socorro              | LINEAR                |
| 168858 - | 2000 VN8               | 1 de novembre de 2000  | Socorro              | LINEAR                |
| 168859 - | 2000 VG18              | 1 de novembre de 2000  | Socorro              | LINEAR                |
| 168860 - | 2000 VH21              | 1 de novembre de 2000  | Socorro              | LINEAR                |
| 168861 - | 2000 VM22              | 1 de novembre de 2000  | Socorro              | LINEAR                |
| 168862 - | 2000 VS22              | 1 de novembre de 2000  | Socorro              | LINEAR                |
| 168863 - | 2000 VW24              | 1 de novembre de 2000  | Socorro              | LINEAR                |
| 168864 - | 2000 VW25              | 1 de novembre de 2000  | Socorro              | LINEAR                |
| 168865 - | 2000 VX41              | 1 de novembre de 2000  | Socorro              | LINEAR                |
| 168866 - | 2000 VR42              | 1 de novembre de 2000  | Socorro              | LINEAR                |
| 168867 - | 2000 VP44              | 2 de novembre de 2000  | Socorro              | LINEAR                |
| 168868 - | 2000 VV52              | 3 de novembre de 2000  | Socorro              | LINEAR                |
| 168869 - | 2000 WS4               | 19 de novembre de 2000 | Socorro              | LINEAR                |
| 168870 - | 2000 WN6               | 20 de novembre de 2000 | Socorro              | LINEAR                |
| 168871 - | 2000 WB9               | 18 de novembre de 2000 | Bisei SG Center      | BATTeRS               |
| 168872 - | 2000 WZ9               | 22 de novembre de 2000 | Kitt Peak            | Spacewatch            |
| 168873 - | 2000 WC14              | 20 de novembre de 2000 | Socorro              | LINEAR                |
| 168874 - | 2000 WA15              | 20 de novembre de 2000 | Socorro              | LINEAR                |
| 168875 - | 2000 WQ22              | 20 de novembre de 2000 | Socorro              | LINEAR                |
| 168876 - | 2000 WZ24              | 20 de novembre de 2000 | Socorro              | LINEAR                |
| 168877 - | 2000 WC27              | 26 de novembre de 2000 | Desert Beaver        | W. K. Y. Yeung        |
| 168878 - | 2000 WV28              | 26 de novembre de 2000 | Bohyunsan            | Y.-B. Jeon, B.-C. Lee |
| 168879 - | 2000 WD34              | 20 de novembre de 2000 | Socorro              | LINEAR                |
| 168880 - | 2000 WJ48              | 21 de novembre de 2000 | Socorro              | LINEAR                |
| 168881 - | 2000 WN48              | 21 de novembre de 2000 | Socorro              | LINEAR                |
| 168882 - | 2000 WZ56              | 21 de novembre de 2000 | Socorro              | LINEAR                |
| 168883 - | 2000 WL57              | 21 de novembre de 2000 | Socorro              | LINEAR                |
| 168884 - | 2000 WB71              | 19 de novembre de 2000 | Socorro              | LINEAR                |
| 168885 - | 2000 WO76              | 20 de novembre de 2000 | Socorro              | LINEAR                |
| 168886 - | 2000 WH78              | 20 de novembre de 2000 | Socorro              | LINEAR                |
| 168887 - | 2000 WB83              | 20 de novembre de 2000 | Socorro              | LINEAR                |
| 168888 - | 2000 WH90              | 21 de novembre de 2000 | Socorro              | LINEAR                |
| 168889 - | 2000 WM95              | 21 de novembre de 2000 | Socorro              | LINEAR                |
| 168890 - | 2000 WK116             | 20 de novembre de 2000 | Socorro              | LINEAR                |
| 168891 - | 2000 WO122             | 29 de novembre de 2000 | Socorro              | LINEAR                |
| 168892 - | 2000 WK124             | 19 de novembre de 2000 | Socorro              | LINEAR                |
| 168893 - | 2000 WS128             | 18 de novembre de 2000 | Kitt Peak            | Spacewatch            |
| 168894 - | 2000 WE130             | 19 de novembre de 2000 | Kitt Peak            | Spacewatch            |
| 168895 - | 2000 WE131             | 20 de novembre de 2000 | Anderson Mesa        | LONEOS                |
| 168896 - | 2000 WC134             | 19 de novembre de 2000 | Socorro              | LINEAR                |
| 168897 - | 2000 WA136             | 20 de novembre de 2000 | Socorro              | LINEAR                |
| 168898 - | 2000 WQ137             | 20 de novembre de 2000 | Socorro              | LINEAR                |
| 168899 - | 2000 WV147             | 28 de novembre de 2000 | Kitt Peak            | Spacewatch            |
| 168900 - | 2000 WW160             | 20 de novembre de 2000 | Anderson Mesa        | LONEOS                |